# Dylan Armstrong
Dylan Armstrong (Kamloops, 15 gennaio 1981) è un pesista e martellista canadese.
Ha un primato personale nel getto del peso di 22,21 m all'aperto e di 21,39 m al coperto, risultati che sono anche primati nazionali canadesi. In carriera ha vinto un argento ai mondiali di Taegu 2011 e un bronzo ai mondiali di Mosca 2013.

## Biografia

### Gli inizi
Prima del 2004 Armstrong ha praticato soprattutto il lancio del martello. Da juniores, sempre nel lancio del martello, ha vinto una medaglia d'argento ai Campionati del mondo juniores nel 2000.

### L'affermazione internazionale

#### Primi successi (2007)
Negli anni l'atleta canadese ha deciso di abbandonare il lancio del martello per specializzarsi invece nel getto del peso.
Nel 2007 Armstrong si è qualificato ai Campionati del mondo di Osaka. Giunto in finale ha raggiunto il nono posto con un lancio a 20,23 metri.
Nello stesso anno ha vinto una medaglia d'oro nel getto del peso ai Giochi Panamericani di Rio de Janeiro.

#### La finale olimpica (2008)
Ai Mondiali indoor di Valencia 2008 si dovette fermare al turno di qualificazione con la misura di 19,56.
Qualche mese dopo, agli FBK Games di Hengelo, è stato terzo dietro all'americano Christian Cantwell ed il tedesco Peter Sack. Cinque giorni dopo ha migliorato, a Belgrado, il record canadese con un lancio a 20,92 metri.
Ai Giochi Olimpici 2008 di Pechino si è qualificato per la finale con un lancio a 20,42.
In finale però, il suo lancio a 21,04, per solo un centimetro non bastò per la medaglia di bronzo.

#### Mondiali indoor di Doha (2010)
Ai Campionati mondiali indoor di Doha 2010 dopo essersi qualificato con 20,50 metri, in finale, ha raggiunto il quarto posto con un lancio a 21,39 metri che equivale anche al nuovo record nazionale canadese.
Il 2 giugno, a Baunatal, in Germania, grazie ad un lancio a 21,58, oltre ad aver vinto il Meeting ha anche siglato il nuovo record nazionale canadese di getto del peso.
Sul finire della stagione è stato chiamato a rappresentare l'America, insieme a Christian Cantwell, alla IAAF World Cup tenutasi a Spalato in Croazia.
In questa manifestazione si è classificato quinto con la misura di 19,70 metri.
28 anni dopo la medaglia d'oro del ex campione nazionale canadese Bruno Pauletto durante i XII Giochi del Commonwealth nel 1982, Armstrong è riuscito a reiterare questa prestazione durante l'edizione 2010 dei Giochi in Nuova Delhi grazie ad un getto a 21,02 metri.

#### L'argento mondiale a Taegu (2011)

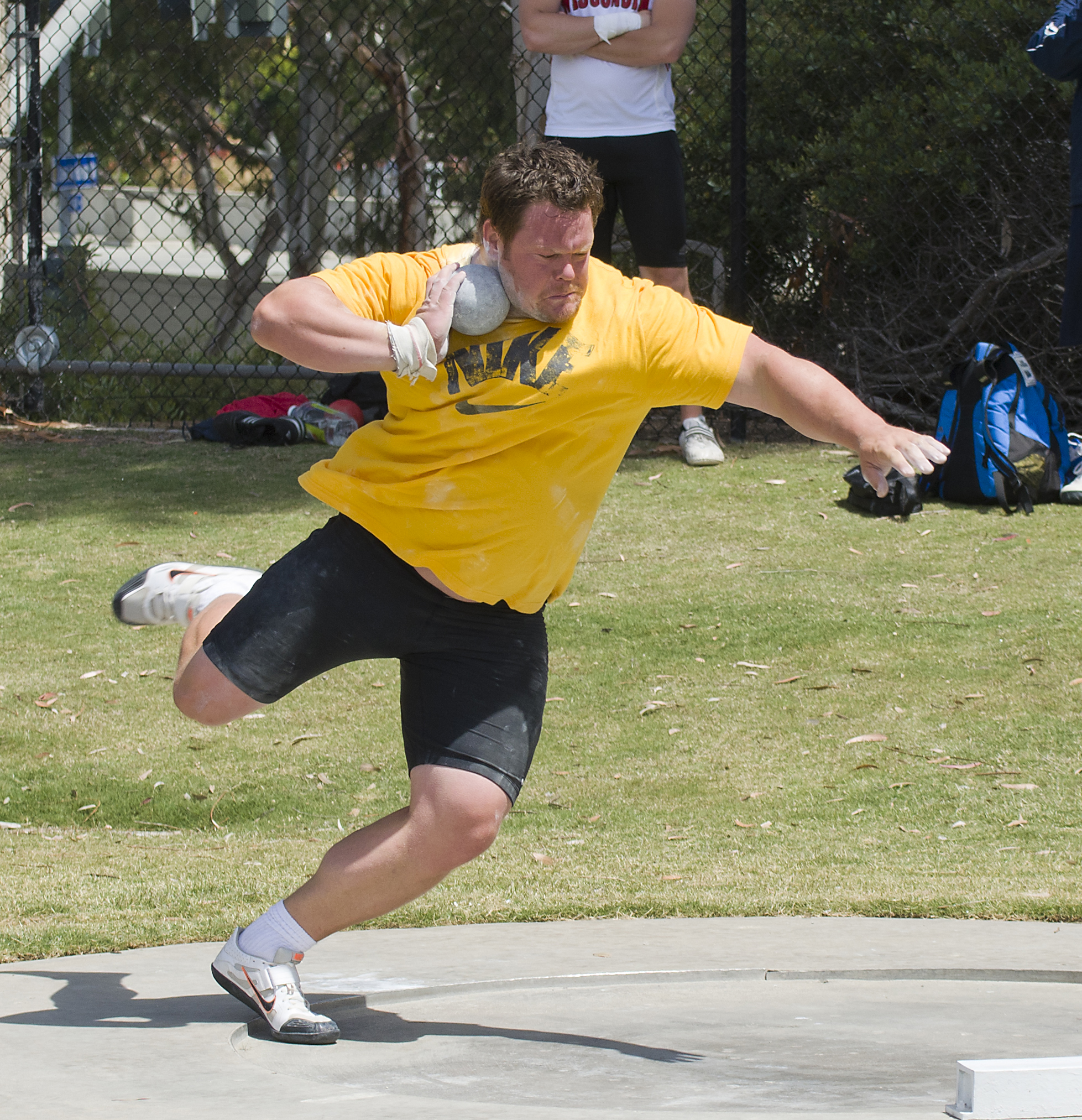
Armstrong durante un lancio.

Dopo aver saltato la stagione indoor 2011, il 23 aprile a La Jolla, ha stabilito il nuovo record nazionale canadese con un lancio a 21,72 metri. Grazie a questa prestazione è riuscito anche a stabilirsi al primo posto nelle graduatorie mondiali dell'anno.
Il 25 giugno, ai campionati nazionali canadesi di Calgary ha migliorato il suo primato personale raggiungendo la misura di 22,21 metri, miglior prestazione mondiale dell'anno.
Giunto ai Campionati del mondo di Taegu, in finale, dopo essere andato in testa alla gara con un lancio a 21,64, all'ultimo tentativo è stato scavalcato dal tedesco David Storl e si è quindi dovuto accontentare della medaglia d'argento.
Sul finire della stagione, dopo essersi aggiudicato la vittoria della Diamond League nella disciplina del getto del peso, il 25 ottobre ha vinto l'oro ai Giochi Panamericani.

### Vita privata
Risiede a Kamloops e si allena presso il National Throws Centre.
Attualmente è impegnato sentimentalmente con la lanciatrice del peso russa Evgenija Kolodko.

## Record nazionali
Dylan Armstrong ha stabilito diversi record nazionali canadesi:
- Getto del peso 22,21 m ( Calgary 25 giugno 2011)
- Getto del peso indoor 21,39 m ( Doha 13 marzo 2010)

## Progressione

### Getto del peso outdoor
| Stagione | Risultato | Luogo      | Data      | Rank. Mond. |
| -------- | --------- | ---------- | --------- | ----------- |
| 2013     | 21,45 m   | Zagabria   | 3-9-2013  | 5º          |
| 2012     | 21,50 m   | Eugene     | 2-6-2012  | 8º          |
| 2011     | 22,21 m   | Calgary    | 25-6-2011 | 1º          |
| 2010     | 21,58 m   | Baunatal   | 2-6-2010  | 6º          |
| 2009     | 20,92 m   | Victoria   | 10-6-2009 | 11º         |
| 2008     | 21,04 m   | Pechino    | 15-8-2008 | 8º          |
| 2007     | 20,72 m   | Burnaby    | 8-6-2007  | 12º         |
| 2006     | 20,62 m   | Kamloops   | 29-4-2006 | 20º         |
| 2005     | 19,83 m   | Claremont  | 15-4-2005 | 53º         |
| 2004     | 19,55 m   | Eagle Rock | 15-6-2004 | 70º         |

### Getto del peso indoor
| Stagione | Risultato | Luogo        | Data      | Rank. Mond. |
| -------- | --------- | ------------ | --------- | ----------- |
| 2013     | 21,13 m   | Zurigo       | 28-8-2013 | 4º          |
| 2012     | 20,63 m   | Fayetteville | 11-2-2012 | 12º         |
| 2010     | 21,39 m   | Doha         | 13-3-2010 | 4º          |
| 2008     | 19,91 m   | Winnipeg     | 2-2-2008  | 23º         |
| 2006     | 18,03 m   | Seattle      | 28-1-2006 | -           |
| 2005     | 18,66 m   | Seattle      | 12-2-2005 | -           |
| 2004     | 18,56 m   | Seattle      | 14-2-2004 | -           |

### Lancio del martello
| Stagione | Risultato | Luogo     | Data      | Rank. Mond. |
| -------- | --------- | --------- | --------- | ----------- |
| 2003     | 71,51 m   | Walnut    | 19-4-2003 | 79º         |
| 2002     | 70,50 m   | Calgary   | 26-6-2002 | -           |
| 2001     | 69,48 m   | Eugene    | 31-5-2001 | -           |
| 2000     | 70,66 m   | Flagstaff | 6-7-2000  | -           |

## Palmarès
| Anno | Manifestazione      | Sede              | Evento              | Risultato | Misura  | Note                                     |
| ---- | ------------------- | ----------------- | ------------------- | --------- | ------- | ---------------------------------------- |
| 2000 | Mondiali juniores   | Santiago del Cile | Lancio del martello | Argento   | 67,50 m |                                          |
| 2001 | Mondiali            | Edmonton          | Lancio del martello | 31º       | 63,89 m |                                          |
| 2007 | Giochi panamericani | Rio de Janeiro    | Getto del peso      | Oro       | 20,10 m |                                          |
| 2007 | Mondiali            | Osaka             | Getto del peso      | 8º        | 20,23 m | [ 14 ]                                   |
| 2008 | Mondiali indoor     | Valencia          | Getto del peso      | 14º       | 19,56 m | [ 15 ]                                   |
| 2008 | Olimpiadi           | Pechino           | Getto del peso      | Bronzo    | 21,04 m | [ 16 ]                                   |
| 2009 | Mondiali            | Berlino           | Getto del peso      | 15º (q)   | 19,86 m | [ 17 ]                                   |
| 2010 | Mondiali indoor     | Doha              | Getto del peso      | Bronzo    | 21,39 m | [ 16 ]                                   |
| 2010 | Commonwealth        | Delhi             | Getto del peso      | Oro       | 21,02 m | Record dei campionati                    |
| 2011 | Mondiali            | Taegu             | Getto del peso      | Argento   | 21,64 m |                                          |
| 2011 | Giochi panamericani | Guadalajara       | Getto del peso      | Oro       | 21,30 m | Record dei Giochi Panamericani           |
| 2012 | Mondiali indoor     | Istanbul          | Getto del peso      | 9º        | 19,84 m |                                          |
| 2012 | Olimpiadi           | Londra            | Getto del peso      | 5º        | 20,93 m |                                          |
| 2013 | Mondiali            | Mosca             | Getto del peso      | Bronzo    | 21,34 m | Miglior prestazione personale stagionale |

## Altre competizioni internazionali
2007
- Argento al Meeting di Varsavia ( Varsavia), getto del peso - 20,12 m
- 5º al Golden Spike ( Ostrava), getto del peso - 20,03 m

2008
- Bronzo agli FBK-games ( Hengelo), getto del peso - 20,24 m
- 7º alla World Athletics Final ( Stoccarda), getto del peso - 19,30 m

2009

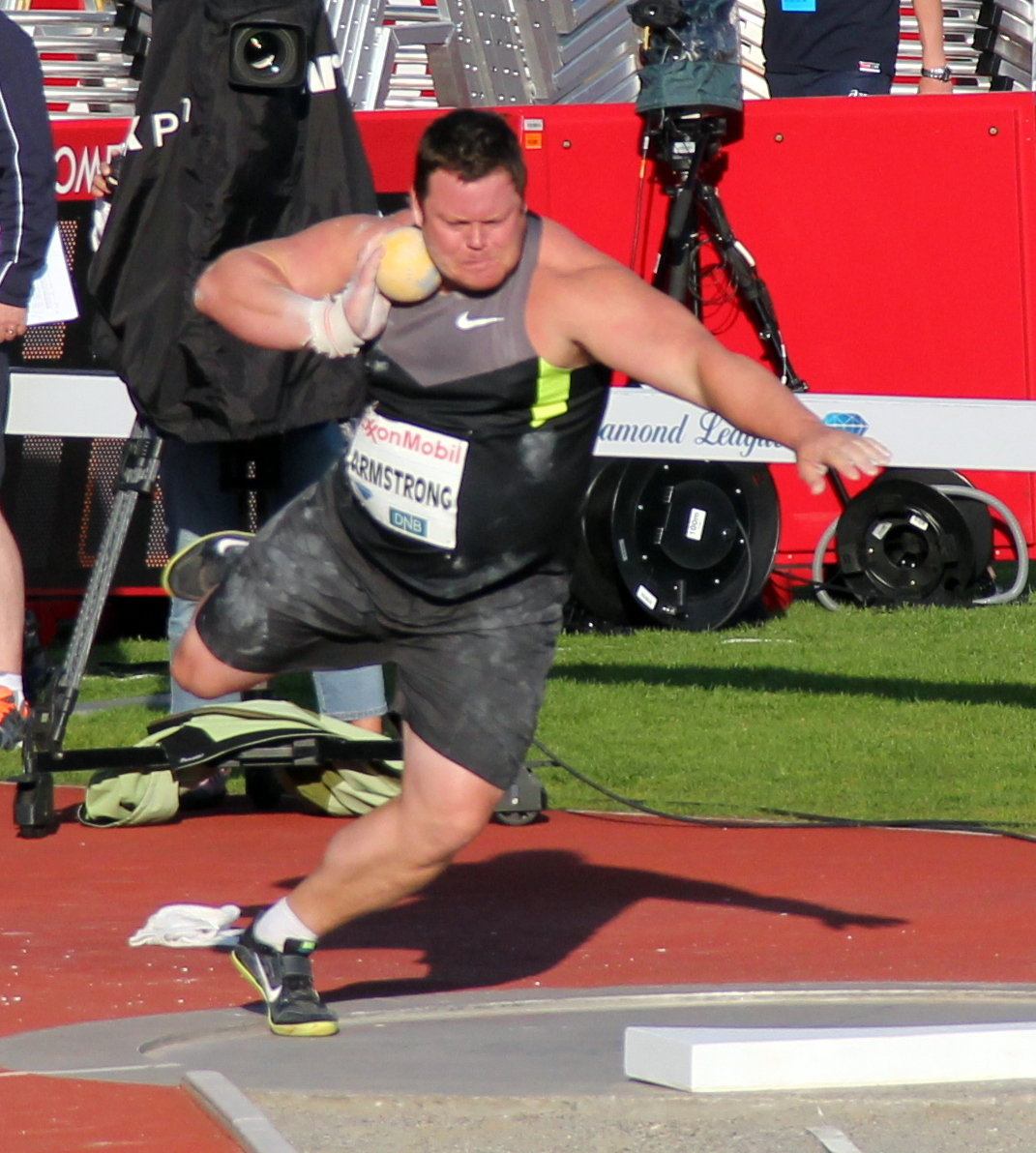
Armstrong ai Bislett Games 2012.

- 4º al Qatar Athletic Super Grand Prix ( Doha), getto del peso - 20,37 m
- 4º agli FBK-games ( Hengelo), getto del peso - 20,21 m
- 5º al Prefontaine Classic ( Eugene), getto del peso - 20,63 m
- 7º al Super Grand Prix di Londra ( Londra), getto del peso - 20,34 m
- 4º al DN Galan ( Stoccolma), getto del peso - 20,42 m
- 8º alla World Athletics Final ( Salonicco), getto del peso - 19,61 m

2010
- 4º Qatar Athletic Super Grand Prix ( Doha), getto del peso - 20,79 m
- Argento all'ExxonMobil Bislett Games ( Oslo), getto del peso - 21,16 m
- Argento al Meeting di Bybgoszcz ( Bydgoszcz), getto del peso - 21,25 m
- Oro al Memoriał Janusza Kusocińskiego ( Varsavia), getto del peso - 21,03 m
- Argento al Golden Gala ( Roma), getto del peso - 21,46 m
- Argento al Prefontaine Classic ( Eugene), getto del peso - 21,31 m
- 5º al DN Galan ( Stoccolma), getto del peso - 20,61 m
- 6º al London Grand Prix ( Londra), getto del peso - 19,91 m
- 5º al Weltklasse Zürich ( Zurigo), getto del peso - 20,95 m
- 6º al Meeting ISTAF ( Berlino), getto del peso - 20,64 m
- 4º al Memorial Van Damme ( Bruxelles), getto del peso - 20,87 m
- 5º al Zagreb Meeting ( Zagabria), getto del peso - 20,27 m
- 5º in Coppa continentale ( Spalato), getto del peso - 19,70 m

2011
- Oro al UC San Diego Triton Invitational ( La Jolla), getto del peso - 21,72 m
- Oro al Qatar Athletic Super Grand Prix ( Doha), getto del peso - 21,38 m
- Oro al Meeting Förderverein Brandberge ( Halle), getto del peso - 21,54 m
- Oro al Golden Gala ( Roma), getto del peso - 21,60 m
- 4º agli FBK-games ( Hengelo), getto del peso - 20,96 m
- Argento al Prefontaine Classic ( Eugene), getto del peso - 21,60 m
- Oro al British Grand Prix ( Birmingham), getto del peso - 21,55 m
- Bronzo al Meeting Herculis ( Monaco), getto del peso - 20,98 m
- Bronzo al DN Galan ( Stoccolma), getto del peso - 21,00 m
- Argento al Weltklasse Zürich ( Zurigo), getto del peso - 21,63 m
- 4º al Meeting ISTAF ( Berlino), getto del peso - 21,33 m
- Bronzo al Zagreb Meeting ( Zagabria), getto del peso - 21,40 m
- 4º al Memorial Van Damme ( Bruxelles), getto del peso - 21,47 m
- Vincitore della Diamond League nella specialità del getto del peso (17 punti)

2012
- Argento al Colorful Daegu Pre-Championships ( Taegu), getto del peso - 20,77 m
- Argento al Shanghai Golden Grand Prix ( Shanghai), getto del peso - 20,93 m
- Oro al Golden Spike ( Ostrava), getto del peso - 21,29 m
- Oro agli FBK-games ( Hengelo), getto del peso - 21,44 m
- Bronzo al Prefontaine Classic ( Eugene), getto del peso - 21,50 m
- Argento all'ExxonMobil Bislett Games ( Oslo), getto del peso - 20,82 m
- Bronzo al London Grand Prix ( Londra), getto del peso - 20,46 m
- 4º al DN Galan ( Stoccolma), getto del peso - 20,68 m
- 4º al Weltklasse Zürich ( Zurigo), getto del peso - 20,54 m

2013
- 5º all'Adidas Grand Prix ( New York), getto del peso - 20,27 m
- Oro al 14º Ludvik Danek Memorial ( Turnov), getto del peso - 20,13 m
- Oro al Riga Cup 2013 ( Riga), getto del peso - 20,67 m
- Oro al Meeting Terra Sarda ( Cagliari), getto del peso - 20,69 m
- Oro al 18º International Athletic Meeting in Honor of Miner's Day ( Velenje), getto del peso - 20,74 m
- Bronzo al Golden Gala ( Roma), getto del peso - 20,29 m
- Argento agli FBK-games ( Hengelo), getto del peso - 20,52 m
- Oro al Gouden Spike ( Leida), getto del peso - 20,49 m
- Argento al Janusz Kusocinski Memorial ( Stettino), getto del peso - 20,54 m
- Bronzo all'Athletissima 2013 ( Losanna), getto del peso - 20,75 m
- Bronzo al Weltklasse Zürich ( Zurigo), getto del peso - 21,13 m
- Argento all'11th Athletic Bridge - Memorial Zdenka Hrbacka ( Dubnica nad Váhom), getto del peso - 20,15 m
- Oro al XXVII Meeting di Padova ( Padova), getto del peso - 21,19 m
- Argento al Zagreb Meeting ( Zagabria), getto del peso - 21,45 m
- 4º al Memorial Van Damme ( Bruxelles), getto del peso - 20,76 m